# Koanophyllon plicatum
Koanophyllon plicatum là một loài thực vật có hoa trong họ Cúc. Loài này được (Urb.) R.M. King & H. Rob. mô tả khoa học đầu tiên năm 1971.